# Hastingues
Hastingues é uma comuna francesa na região administrativa da Nova Aquitânia, no departamento Landes. Estende-se por uma área de 14,75 km². Em 2010 a comuna tinha 603 habitantes (densidade: 40,9 hab./km²).